# Полица

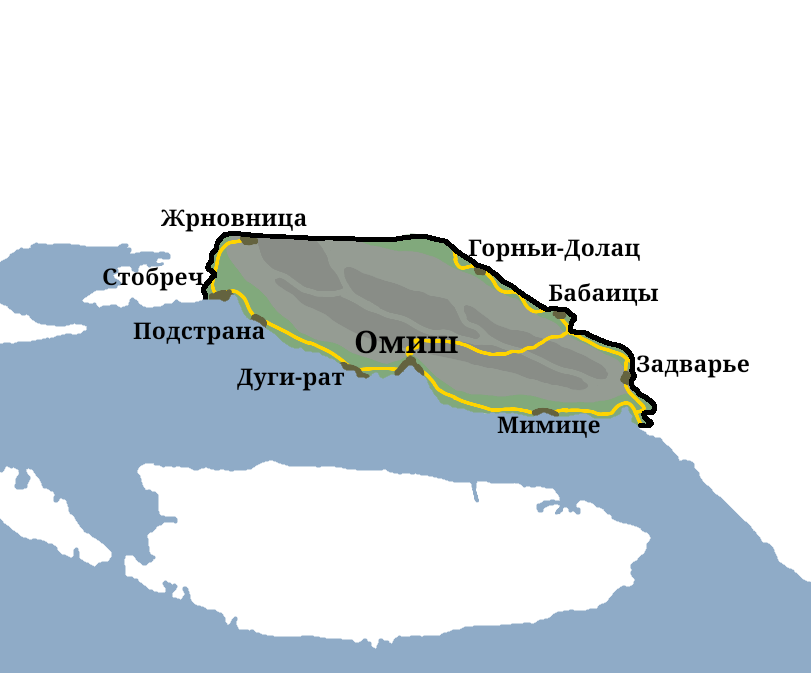
Карта Полицы

Республика Полица (хорв. Poljička republika, итал. Poglizza), ранее Княжество Полица (Poljička Knežija) ― государственное образование, существовавшее в период позднего Средневековья и раннего Нового времени в центральной Далмации, недалеко от города Омиша (современная Хорватия).
«Крестьянская республика» ныне известна в основном благодаря Полицкому статуту, составленному в 1440 году.

## Этимология
Название poljica происходит от слова polje, то есть «поле», или, говоря более конкретно ― полье, карстовой впадины, бытующей в данном районе. В 1774 году венецианский писатель Альберто Фортис впервые назвал область Полица «республикой».

## Правовая система
Полица наиболее известна благодаря одноимённому статуту XV века. Впервые он был написан в 1440 году, затем пересматривался в 1485, 1515, 1665 годах и ещё несколько раз вплоть до XIX века, когда количество его статей увеличилось до 116. Сегодня он хранится в музее Омишы. Этот документ содержит описание общего права Полицы, её системы правления и является одним из наиболее важных исторических правовых актов Хорватии (вместе с кодексом Винодола 1288 года). Он написан на смеси чакавского и штокавского диалектов на кириллице.
Один из пунктов статута гласит, что «каждый имеет право на жизнь»: это особенно контрастирует со многими средневековыми европейскими законами, изобилующими применением смертной казни и пыток.
Сохранился и ряд других документов, относящихся к управлению республикой, датируемых с XII по XVII век, например, Poljički molitvenik (1614) и Statut poljičke bratovštine Sv.Kuzme i Damjana (1619).

## География
Территория Полицы простиралась в основном в пределах юго-восточного изгиба реки Цетины до её впадения в Адриатическое море в Омише. Границами республики были верхогорья Мосора (1370 метров) и плодородная полоса побережья от Омиши до Стобреча длиной в 16 километров.
Полица делилась на три зоны: Верхняя Полица (Загорска), за Мосором, самая удалённая от Адриатического моря и находившаяся в глубине Мосора; Срединная Полица (Заврска), основная часть Полицы (50 %), простиравшаяся от реки Жрновница до реки Цетина в Задварье; Нижняя Полица (Приморска), построенная на остатках древнегреческой колонии Экетиум, простиравшаяся вдоль моря от Омиши до деревни Стобреч.

## История
Жители Полицы организовали «приходскую общину», где они могли жить по своим законам. Приходская община была разделена на двенадцать деревень (катуни), которые они назвали в честь двенадцати больших деревень Полицы:
- (Верхняя) Горня Полица: Шрияне, Долац Дони и Горнье Поле
- (Срединная) Шридня Полица: Костанье, Звечанье, Чишла, Гата, Дубрава, Ситно и Сриньине
- (Нижняя) Донья Полица: Дуче, Есенице и Подстрана

Пять из двенадцати деревень были заселены свободными крестьянами из Сплита, и поэтому называются свободными крестьянскими объединёнными деревнями. Другие составные деревни были населены потомками трёх братьев (считается, что они были основателями Полицы). Каждая из двенадцати деревень избирала старейшину или малого князя (кнез) в качестве своего предводителя. Малые князья свободных крестьянских композитных деревень не обладали такими же правами, как малые князья других деревень ― они могли голосовать, но не могли быть избраны в правление Полицы из-за своих связей со Сплитом.
В документах XV века упоминаются три брата как основатели приходской коммуны Полица. По преданию, Тишимир, Крешимир и Элем, сыновья хорватского короля Мирослава, бежали из Боснии в Польицу. Считается, что братьям принадлежала Верхняя, Средняя и Нижняя Полица в середине XV века.
Жители жили в разбросанных деревнях, каждая из которых управлялась своим графом, а все они вместе ― верховным графом. Эти правители с тремя судьями всегда были благородного происхождения, хотя и избирались всем народом. Было два вида дворян: «властела» были дворянами из других частей венгерско-хорватского королевства. Поскольку обе благородные группы были хорватами, и чтобы отличить их от "дидичей ", сначала они получили прозвище «угричичи» после того, как они пришли из территорий, находящихся под контролем Венгрии. «Дидичи» были местной знатью и, согласно легендам, приходились потомками короля Хорватии Мирослава. Дидичи были «кольеновичами», и у них имелись права на землю («дидовины»). Властела мог стать частью «полицкого столба», но для этого требовалось подтверждение от собрания полицкой знати. Потомкам властителей было разрешено использовать титулы князя и графа. Ниже их расположились простолюдины и крепостные. В очень раннее время воинственные горцы Полицы стали друзьями и союзниками корсаров Омиша, которые, таким образом, имели возможность преследовать морскую торговлю своих соседей, не опасаясь внезапного нападения с суши.
Омиш получил грамоту от Андрея II Венгерского в 1207 году и оставался под номинальной защитой Венгрии до 1444 года, когда и Омиш, и Полица приняли сюзеренитет Венеции, сохранив при этом свою внутреннюю свободу.
Захват Боснии Османской империей сильно повлиял на республику. Заметные стычки велись местными силами против турок в 1530 и 1686 годах, и в обоих случаях османский натиск была отбита. Местная молодая женщина по имени Мила Гойсалич стала героиней после того, как пожертвовала собой ради общины в одном из столкновений с турками — она проникла в турецкий лагерь и взорвала склад боеприпасов. Статуя Милы Гойсалич работы Ивана Мештровича ныне стоит в Полице с видом на устье Цетины. По этому историческому сюжету также был поставлен спектакль.
После падения Венецианской республики в 1797 году Полица перешла к Австрии. В 1806 году население Полицы составляло 6 566 человек. Однако в следующем году республика навлекла на себя вражду Наполеона, оказав помощь русским и черногорцам в Далмации, и была захвачена французскими войсками, которые разграбили её деревни, устроили резню среди её жителей и, наконец, лишили её независимости. Вскоре после этого Полица отошла к Австрии.

## Наследие
Область Полицы стала важной географической точкой в процессе национального возрождения Хорватии. Голоса жителей Полицы внесли большой вклад в победу Народной партии (Narodna stranka, хорватская юнионистская партия) в 1882 году на выборах в округе Сплит, в результате чего хорваты получили представительство в правительстве.
С тех пор, как область перешла в состав Югославии, она была преобразована в единый муниципалитет. В 1945 году она была снова разделен между несколькими муниципалитетами и остаётся в таком виде до настоящего времени: её деревни стали частью хорватских муниципалитетов Омиш, Подстрана, Дуги-Рат и Сплит. Сегодня на этой территории площадью около 25 кв. км. проживает около 20 000 человек.